# Štefan Králik
Štefan Králik (8. dubna 1909 Závodie – 30. ledna 1983 Bratislava) byl slovenský dramatik.

## Životopis
Narodil se v rodině železničního úředníka. Vzdělání získal v Žilině, Nitře (kam se přestěhovali) a lékařskou fakultu navštěvoval v Bratislavě. Nejprve absolvoval povinnou praxi v Bratislavě, později působil jako lékař ve Važci, Kojetíně, Detvě a Zvolenu. Po návratu do Bratislavy působil jako lékař Sociální pojišťovny, později Československé plavby dunajské. Pro zhoršené zdraví odešel předčasně do důchodu.

## Tvorba
Debutoval v roce 1942. Jeho tvorba se úzce váže na jeho lékařskou praxi, protože v ní využívá vlastní zážitky z lékařského působení. Kromě tohoto tématu se v jeho dílech objevují i obrázky z vesnického života, historické náměty, ale také osobní a společenské problémy. Spolupracoval s ochotníky, na jevišti SND se jeho díla začala uvádět až po osvobození.

## Dílo
- 1942 – Mozoľovci, divadelní hra
- 1943 – Veľrieka, divadelní hra (knižne vyšla v roce 1944)
- 1944 – Trasovisko, divadelní hra
- 1946 – Posledná prekážka, divadelní hra
- 1946 – Hra bez lásky, divadelní hra (knižne vyšla v roce 1947)
- 1948 – Hra o slobode, divadelní hra (knižne vyšla v roce 1949)
- 1949 – Buky podpolianske, divadelní hra (knižne vyšla v roce 1950)
- 1951 – Horúci deň, divadelní hra (knižne vyšla v roce 1952)
- 1953 – Svätá Barbora, divadelní hra
- 1962 – Mikromemoáre, autobiografická próza
- 1966 – Panenský pás čiže Bohovia nemilujú pravdu, přepracovaná verze díla Veľrieky
- 1970 – Vojenský kabát Jura Jánošíka, divadelní hra
- 1974 – Margaret zo zámku, divadelní hra (knižne vyšla v roce 1975)
- 1975 – Rebel, divadelní hra
- 1976 – Krásnej neznámej, divadelní hra
- 1979 – Kraj sveta Istanbul, televizní scénář

## Ocenění
- 1974 – Národní umělec